# Primera División de Venezuela 1954
La temporada 1954 de Primera División de Venezuela fue la antepenúltima temporada de la máxima categoría del Fútbol Amateur Venezolano. El Deportivo Vasco fue el campeón, llegando de segundo el Loyola FC.

## Historia
El Campeonato (amateur) fue disputado por seis equipos: dos equipos de colonia Deportivo Vasco y Deportivo Español; y cuatro equipos locales Loyola FC, La Salle FC, Dos Caminos SC y Universidad Central de Venezuela FC.
El Deportivo Vasco -un equipo de colonia- quedó de primero y el Loyola FC de segundo, mientras que el Universidad Central fue último. Por segunda vez en la Historia del fútbol venezolano (después del Deportivo Español en 1946) un equipo de colonia se tituló Campeón.
Bajo la dirección de Máximo Andonegi, el equipo Deportivo Vasco se proclamó campeón de la primera división venezolana tras vencer al Loyola en un partido final que fue disputado muy reñidamente. El equipo se construyó con figuras destacadas del fútbol vasco de la época: Elgezabal, Aitor, Gurutzeaga. Aizpurua, Mantxobitas, Caballero, Rada, Noel Díaz, Fano, Akorreta, Lazkurain, Arriaga, Cojito, Etxaburu, Garate, Aso, Burgaña, Leizaola, Mantxobas, Ojanguren, Peláez, Duplay y Douglas. El entrenador era Mandaluniz.
Deportivo Vasco

Campeón (amateur)

## Clasificación final
| Pos | Equipo                           | J | G | E | P | GF | GC | Ptos |
| --- | -------------------------------- | - | - | - | - | -- | -- | ---- |
| 1   | Deportivo Vasco                  | 0 | 0 | 0 | 0 | 0  | 0  | 0    |
| 2   | Loyola Sport Club                | 0 | 0 | 0 | 0 | 0  | 0  | 0    |
| 3   | La Salle FC                      | 0 | 0 | 0 | 0 | 0  | 0  | 0    |
| 4   | Deportivo Español                | 0 | 0 | 0 | 0 | 0  | 0  | 0    |
| 5   | Dos Caminos SC                   | 0 | 0 | 0 | 0 | 0  | 0  | 0    |
| 6   | Universidad Central de Venezuela | 0 | 0 | 0 | 0 | 0  | 0  | 0    |

El Deportivo Vasco -como ganador de la Primera División- sucesivamente jugó el Torneo "Campeonato nacional de Fútbol", ganándolo.

La tercera edición del Campeonato Nacional de Fútbol de Venezuela se realizó en el estadio Venezuela de la ciudad de Barcelona (Anzoátegui), aunque hubo otra sede que también se había mostrado interesada en albergar la competencia: Cumaná (Sucre). Estos fueron los cuatro participantes:
Zona Capital: Deportivo Vasco, campeón del torneo de la primera división;
Zona Oriental: Anzoátegui (campeón), Nueva Esparta y Sucre;
Zona Occidental: Mérida (campeón), Táchira, Lara y Zulia;
Zona Central: Carabobo (campeón).
Deportivo Vasco, representante del Distrito Federal, quedó campeón de la competencia después de ganar sus tres partidos. Daniel Akerreta fue su máximo anotador.  Eliezer Perez